# Romualdo Cilli
Romualdo Cilli (Pistoia, 1711 – Pistoia, 9 agosto 1768) è stato un architetto italiano.

## Biografia
Nato a Pistoia nel 1711 da Enrico Cilli, studiò dal 1728 al collegio Ferdinando di Pisa e conseguì la laurea in filosofia e medicina.
Iniziò a esercitare la professione di architetto nella sua città natale: realizzò la nuova facciata della chiesa di San Gregorio (perduta), l'altare maggiore del duomo (poi rifatto nel 1836), la villa Tonti-Carrega del 1735, il palazzo Montemagni del 1752 e la villa Il Merlo sulla collina del Giaccherino del 1755. Tra il 1749 e il 1756 costruì la nuova sede dell'ospedale dei trovatelli di Pistoia, e nel 1760 fu a Cortona per l'ampliamento del seminario Vagnotti, voluto dal vescovo Giuseppe Ippoliti, terminato dieci anni più tardi.
Fu uno dei principali fautori della «meravigliosa fioritura» architettonica della Pistoia del XVIII secolo, come osservato da Cornelius Gurlitt.